# Gaius Ovius
Gaius Ovius war ein antiker römischer Toreut (Metallbildner), der in der zweiten Hälfte des 1. Jahrhunderts in Gallien tätig war.
Gaius Ovius ist heute nur noch aufgrund einer Signatur-Inschrift auf einer Bronze-Büste einer Medusa bekannt. Die genaue Herkunft ist unbekannt, sie befindet sich heute im Museo Nazionale Romano in Rom. Die Signatur lautet lateinisch C(AIVS) OVIO(S) OVF(ENTIA?) FEC(I)T, zu Deutsch „Gaius Ovius aus dem Stimmbezirk Oufentina hat (es) hergestellt“. Als mögliche Heimatorte des Gaius Ovius sind Rom und Praeneste im Gespräch.

## Einzelbelege
1. ↑  Inventarnummer ?; CIL 1, 545, CIL 11, 6720,20

| Personendaten    | Personendaten                              |
| ---------------- | ------------------------------------------ |
| NAME             | Ovius, Gaius                               |
| ALTERNATIVNAMEN  | Ovius, C.                                  |
| KURZBESCHREIBUNG | antiker römischer Toreut                   |
| GEBURTSDATUM     | 1. Jahrhundert v. Chr. oder 1. Jahrhundert |
| STERBEDATUM      | 1. Jahrhundert oder 2. Jahrhundert         |